# Wait (The Whisper Song)

Wait (The Whisper Song) är en låt av hiphopduon Ying Yang Twins. Den släpptes som singel den 1 mars 2005, och finns med på gruppens album U.S.A. (United State of Atlanta). 
Det finns en remix av låten. På den medverkar Lil Scrappy, Busta Rhymes, Missy Elliott och Free.

## Listplaceringar
| Lista (2005)                         | List- Position |
| ------------------------------------ | -------------- |
| U.S. Billboard Hot 100               | 15             |
| U.S. Billboard Hot R&B/Hip-Hop Songs | 3              |
| U.S. Billboard Hot Rap Tracks        | 2              |
| UK Singles Chart                     | 47             |